# Pałac Nowika w Białymstoku

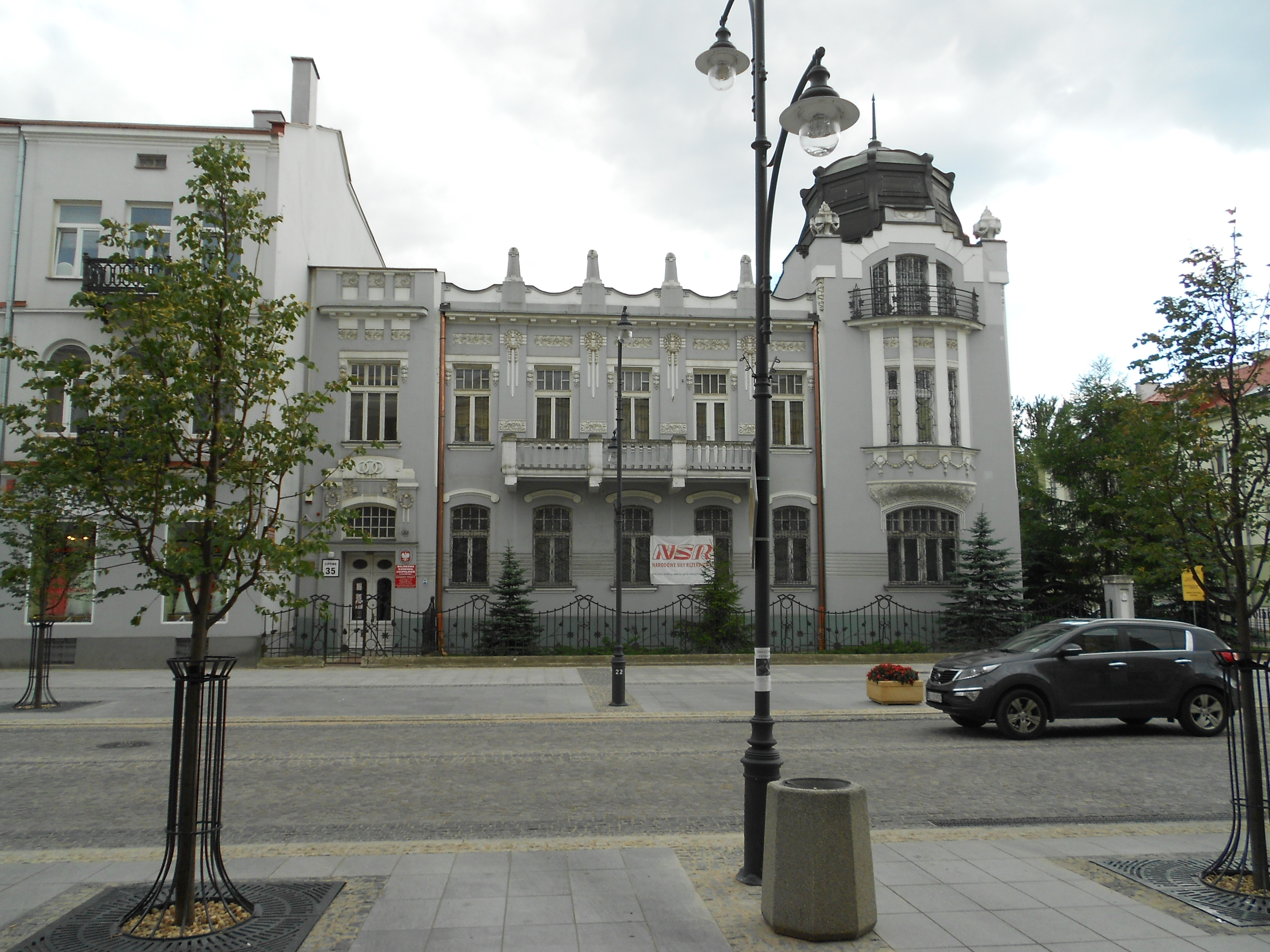
Wejście frontowe Pałacu

Pałac Nowika – rezydencja białostockiego fabrykanta Chanona-Hersza Nowika, znajdująca się przy ulicy Lipowej 35. 

## Opis
Budynek został wybudowany w latach 1910–1912. Jest to eklektyczny pałac z charakterystyczną rotundą w narożniku. Wewnątrz zachowana oryginalna, secesyjna polichromia. Za pałacykiem znajdowały się trzy budynki gospodarcze (zachował się jeden) i ozdobny ogród (pozostało po nim jedynie kilka drzew). Obecnie siedzibę ma tu Wojskowa Komenda Uzupełnień w Białymstoku.
Pałac Nowika jest jednym z punktów otwartego w czerwcu 2008 r. Szlaku Dziedzictwa Żydowskiego w Białymstoku opracowanego przez grupę doktorantów i studentów UwB – wolontariuszy Fundacji Uniwersytetu w Białymstoku. Jest także punktem; Szlaku Esperanto i Wielu Kultur, Szlaku Dziedzictwa Żydowskiego oraz Szlaku Białostockich Fabrykantów.